# Couplage de Fukuyama
Le couplage de Fukuyama est une réaction de couplage entre un thioester et un halogénure organozincique en présence d'un catalyseur à base de palladium. Cette réaction produit une cétone. Elle a été découverte par Tohru Fukuyama et al. en 1998. Par rapport aux réactions alternatives, elle a pour avantage de présenter une chimiosélectivité élevée, de requérir des conditions opératoires modérées et d'employer des réactifs moins toxiques.
Le cycle catalytique peut être représenté ainsi :
Le catalyseur au palladium commence par s'insérer dans la liaison C–S du thioester (1) à travers une addition oxydante sur le palladium. L'espèce 2 ainsi formée échange par transmétallation le résidu thiolate contre un résidu organique lié à l'atome de zinc. La force motrice de la réaction provient de la nature thiophile du zinc. L'espèce 3 subit une élimination réductrice, puis le catalyseur au palladium est récupéré et la liaison C–C est formée sur le carbonyle, conduisant à la cétone (4).
Cette méthode a l'avantage d'arrêter la réaction au niveau de la cétone sans la laisser se poursuivre jusqu'à la réduction en alcool tertiaire. De plus, le protocole est compatible avec la présence de groupes fonctionnels tels que cétones, acétates, sulfures, bromures aromatiques, chlorures et aldéhydes.
Une version interrompue de cette réaction a été utilisée pour réaliser la synthèse de la biotine.
Cette réaction a été précédée par la réduction de Fukuyama, qui lui est conceptuellement liée.